# Borovinești
Borovinești – wieś w Rumunii, w okręgu Ardżesz, w gminie Valea Iașului. W 2011 roku liczyła 216 mieszkańców.